# Tachydromia lundstroemi
Tachydromia lundstroemi är en tvåvingeart som först beskrevs av Frey 1913.  Tachydromia lundstroemi ingår i släktet Tachydromia och familjen puckeldansflugor. Arten är reproducerande i Sverige. Inga underarter finns listade i Catalogue of Life.